# Rozhledna Kotowice
Rozhledna Kotowice, polsky Wieża Widokowa Kotowice, je ocelová rozhledna v osadě Utrata na území vesnice Kotowice ve gmině Siechnice v okrese Wrocław v Polsku. Je postavena na pravém břehu řeky Odra naproti vesnice Czernica v nížině Pradolina Wrocławska, v Dolním Slezsku a také v ptačí oblasti NATURA 2000 – Grądy Odrzańskie.

## Historie a popis
Rozhledna Kotowice je zelená, štíhlá, výšková a příhradová stavba postavená z konstrukční oceli. Je částečně zastřešená, s vnějším schodištěm s 212 schody, má výšku 40 m a 3 vyhlídkové plošiny. Stavba rozhledny stála 1,5 miliónů zlotých a byla postavena v roce 2017. Za dobrého počasí lze vidět až do Sudet na česko-polské státní hranici.

## Další informace
Vstup na rozhlednu je zdarma a to každý den od 10:00 do 20:00 hod. Za velkého větru je rozhledna zavřená. Povoleno je maximálně 30 osob na rozhledně v jeden okamžik. U rozhledny je parkoviště pouze pro jednostopá vozidla. K rozhledně vede cyklistická trasa Odra Velo - Siechnice.

## Galerie

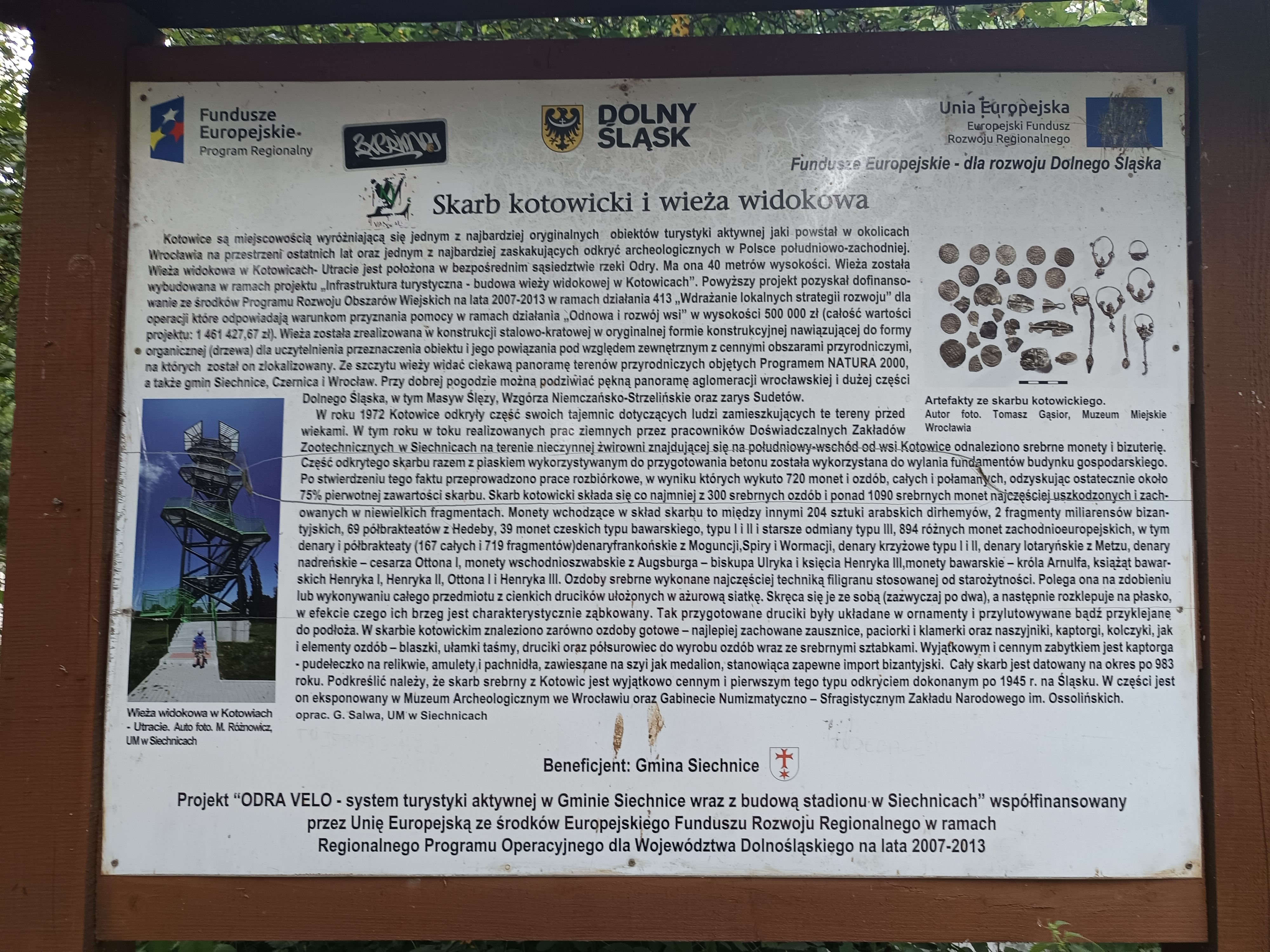
Informační panel
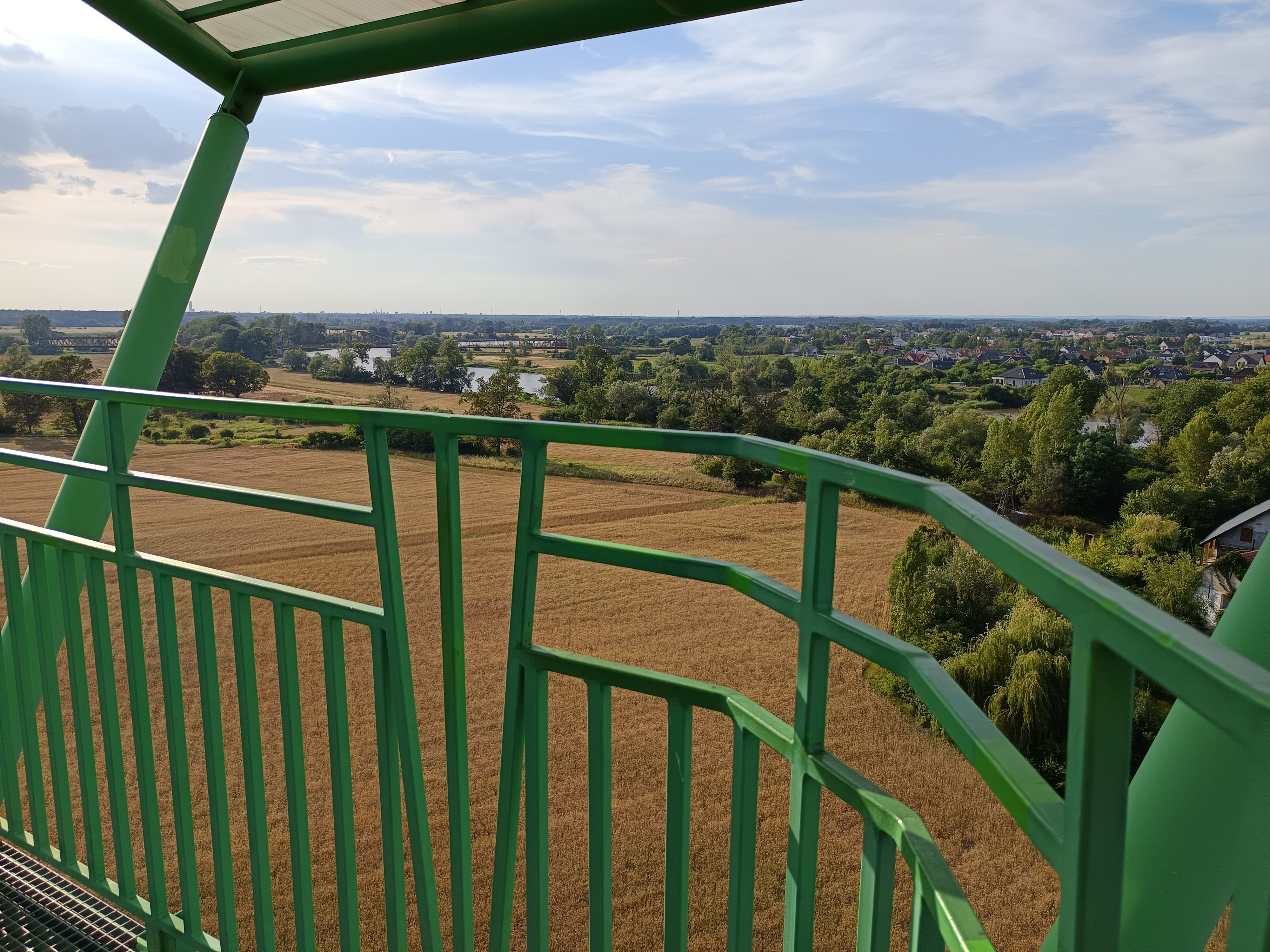
Výhled z rozhledny
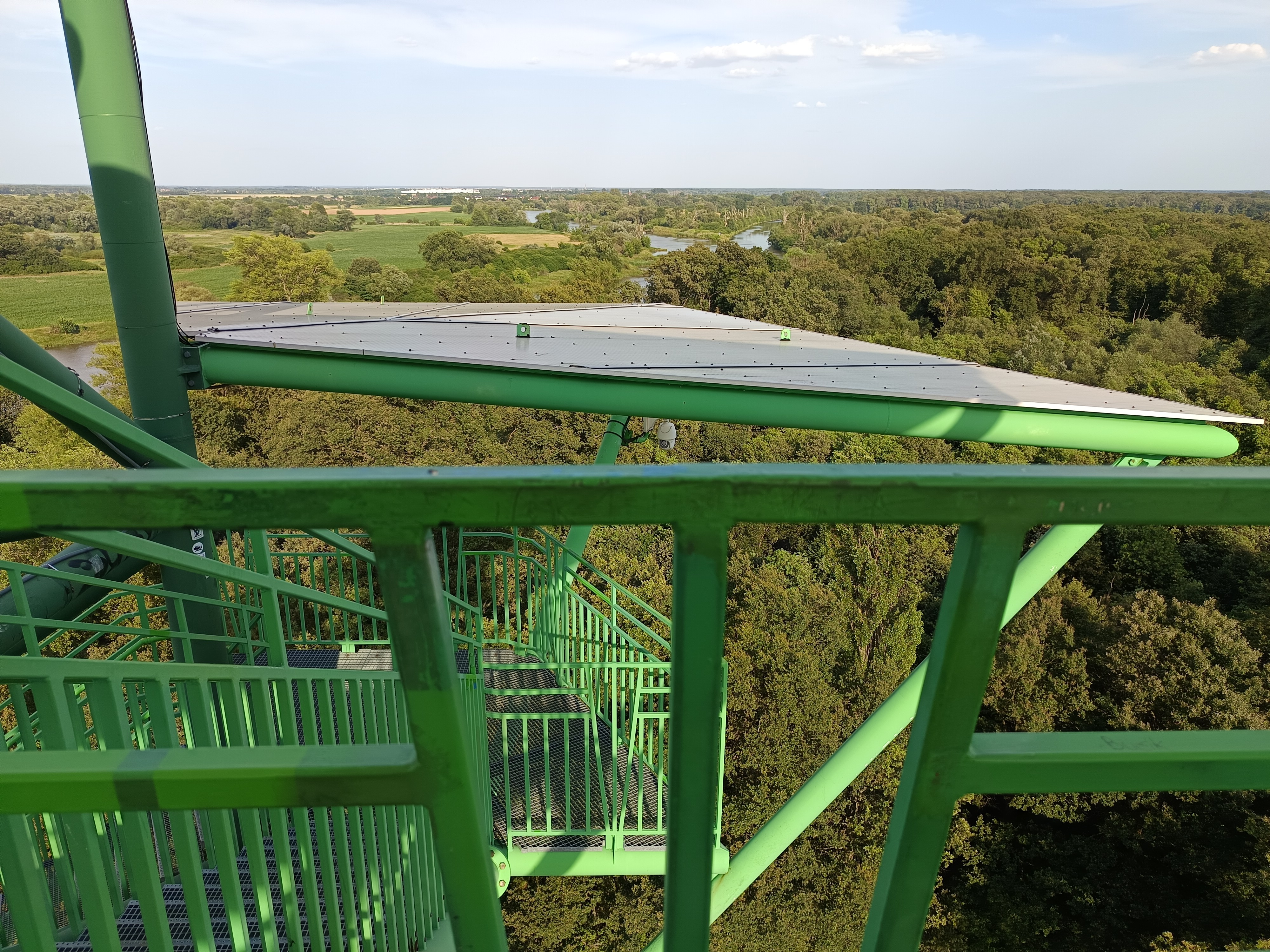
Výhled z rozhledny
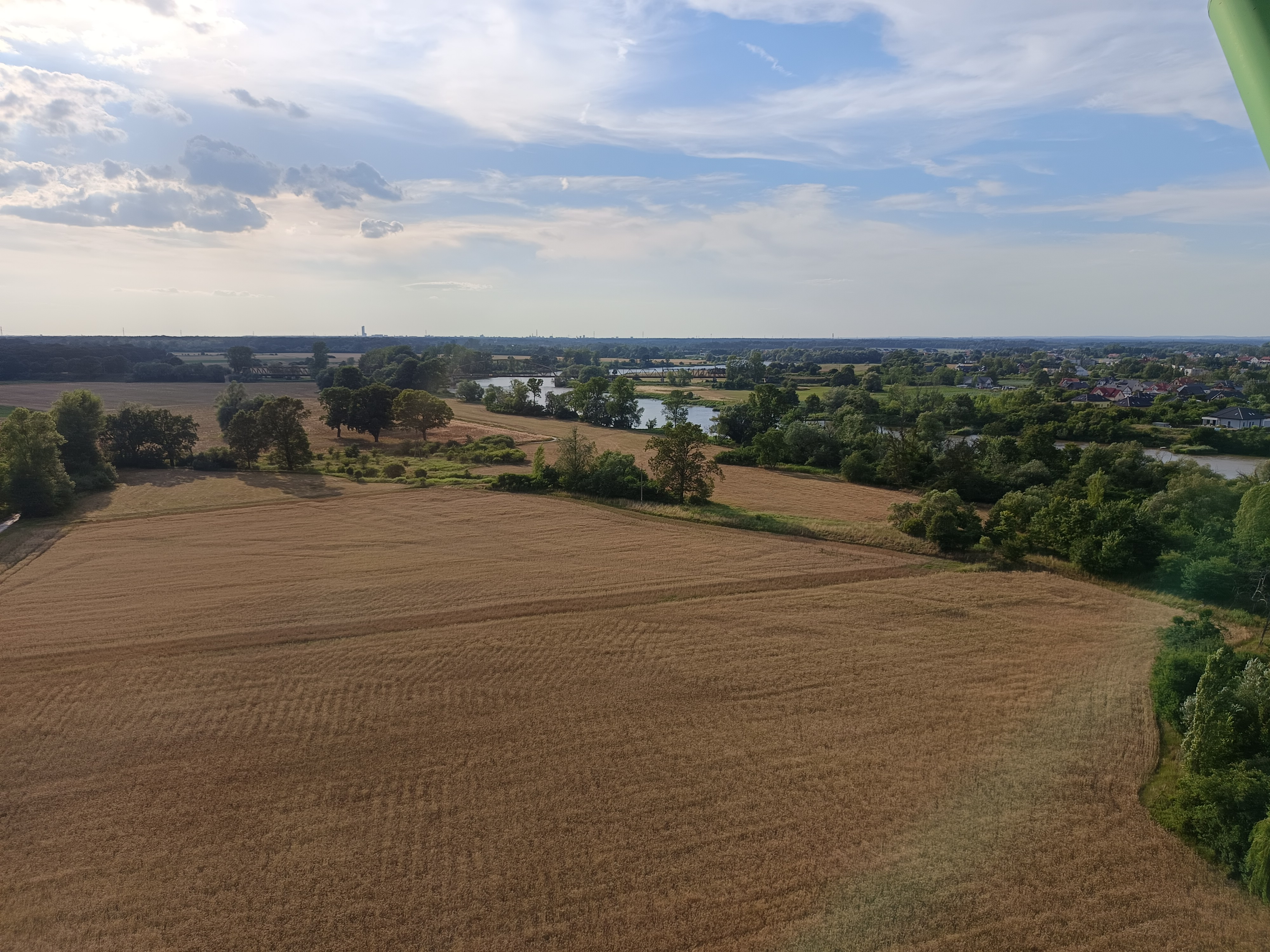
Výhled z rozhledny